# Schellinkhout
Schellinkhout (West-Fries: Skellinkhout) is een plaats in de gemeente Drechterland, in de regio West-Friesland, in de Nederlandse provincie Noord-Holland. Schellinkhout telde 865 inwoners in 2023. Schellinkhout ligt drie kilometer ten zuidoosten van Hoorn.
Schellinkhout kreeg stadsrechten in 1402, maar heeft nooit stemrecht gehad in de Staten van Holland en West-Friesland, zoals 'echte' steden. Het heeft altijd een landelijk karakter behouden. Tot 1970 was het een zelfstandige gemeente en tot 1 januari 2006 behoorde de plaats bij de gemeente Venhuizen.

## Geschiedenis
Het gebied waar Schellinkhout in ligt werd al bewoond in de Midden-Bronstijd. Schellinkhout ligt op het zuidelijke deel van een zandrug die naar Grootebroek loopt. 700 jaar voor onze jaartelling werd het gebied weer onbewoonbaar omdat het gebied een stuk drassiger werd. In het begin van de jaartelling wordt het gebied langzaam bewoonbaarder. Bij Schellinkhout mondt de veenrivier De Dregt uit in de Zuiderzee. 
Vanaf de elfde eeuw is de vaste bewoning in het gebied een feit. Bij een akker in het dorp werden in 1995 hier ook vondsten van gedaan. Zo vond men in het talud van een sloot een gouden hanger. Verder werd uit de akkerbodem twaalf scherven aardewerk, een fragment van een bronzen ruiterspoor en een bronzen gesp gehaald, alle daterend uit de middeleeuwen. De scherven aardewerk dateren van 1050 tot 1350.
De plaats Schellinkhout ontwikkelde zich in de polder die ook Schellinkhout werd genoemd. Deze polder viel onder de Zuiderkogge van het ambacht Drechterland. Schellinkhout wordt voor het eerst vermeld in 1282. Er zijn verschillende verklaringen mogelijk voor de naam Schellinkhout maar een van de meest waarschijnlijke is die teruggaat op het Oudfriese woord skilenghe, wat 'scheiding' en 'hout bos' betekent. Mogelijk lag het bos gescheiden of werd het gescheiden door water. Bij de inval van Floris V bij Wijdenes volgt uiteindelijk een slagveld; deze vond plaats nabij Schellinkhout. Floris V was wraakzuchtig voor de dood van zijn vader en slachtte bij deze slag tussen 600 en 1200 West-Friezen af.
Schellinkhout telde in 1338 zo'n 230 inwoners, de plaats is dan 800 morgens groot. 1 morgen is 600 roeden. In 1365 wordt voor het eerst een kerk genoemd in de plaats. In 1402 verleende hertog Albrecht van Beieren, graaf van Holland, aan Schellinkhout stadsrechten. Net als veel dorpse steden in West-Friesland werd Schellinkhout nooit ommuurd. Het stadsrecht van Schellinkhout heeft model gestaan voor de grootschalige verlening van stadsrechten aan West-Friese dorpen in het begin van de 15e eeuw.
In 1447 telde de plaats 450 inwoners, in 1494 is dan weer sprake van 390 inwoners. In 1515 dan weer 600 inwoners. In 1542 verscheen de Gelderse oorlogsvloot bij Schellinkhout, maar aan land geraken ze niet. Wel was er een zeeslag met de vloot uit de naastgelegen stad Hoorn. Daarbij gingen enkele schepen van de Hoornse vloot ten onder. Twee jaar later kent de plaats 790 inwoners. Schellinkhout levert vanaf de vijftiende eeuw ook schepen en schippers aan de vloot van het gewest West-Friesland. In 1622 kent de plaats 953 inwoners, in 1732 nog maar 430. Op 23 juli 1765 werd de eerste steen gelegd voor het raadhuis.
In 1818 kende Schellinkhout nog 393 inwoners. In 1847 is dat aantal dan weer flink gestegen, en wel naar 520. In 1870 is het inwonersaantal gestegen naar 644, 30 jaar later is het weer gezakt naar 486. In 1946, na de Tweede Wereldoorlog, kent de plaats 576 inwoners. Het aantal inwoners stijgt daarna langzaam weer. In 1970 gaat de gemeente Schellinkhout, die sinds 1804 (Franse invoering 1811) bestaat, op in de fusiegemeente Venhuizen.
In 2006 gaat deze gemeente op in de fusiegemeente Drechterland. Schellinkhout heeft dan zo'n 872 inwoners.

## Bezienswaardigheden
Schellinkhout trekt veel toeristen dankzij de watersport, mede vanwege de ligging aan het Markermeer. De plaats kent verder de Martinuskerk, waarvan het oudste gedeelte mogelijk in de 14e eeuw werd gebouwd. Het raadhuis werd gebouwd in 1765. Het is een rechthoekig gebouw en op de begane was een waag. In de zijgevel zit een gedenksteen die het leggen van de eerste steen in 1759 vastlegt. 
Ten westen van Schellinkhout ligt de buurtschap Munnickaij waar ook De Grote Molen staat, een poldermolen uit de 17e eeuw. Deze molen zorgde tot 1914 voor de afwatering van de achterliggende polder via een afwateringssloot door het buitendijks gelegen gebied, de Binnen- en Buiten-Uiterdijk. In 1900 werd naast de molen het gemaal Schellinkhout gebouwd. Beide bouwwerken zijn erkend als rijksmonument.

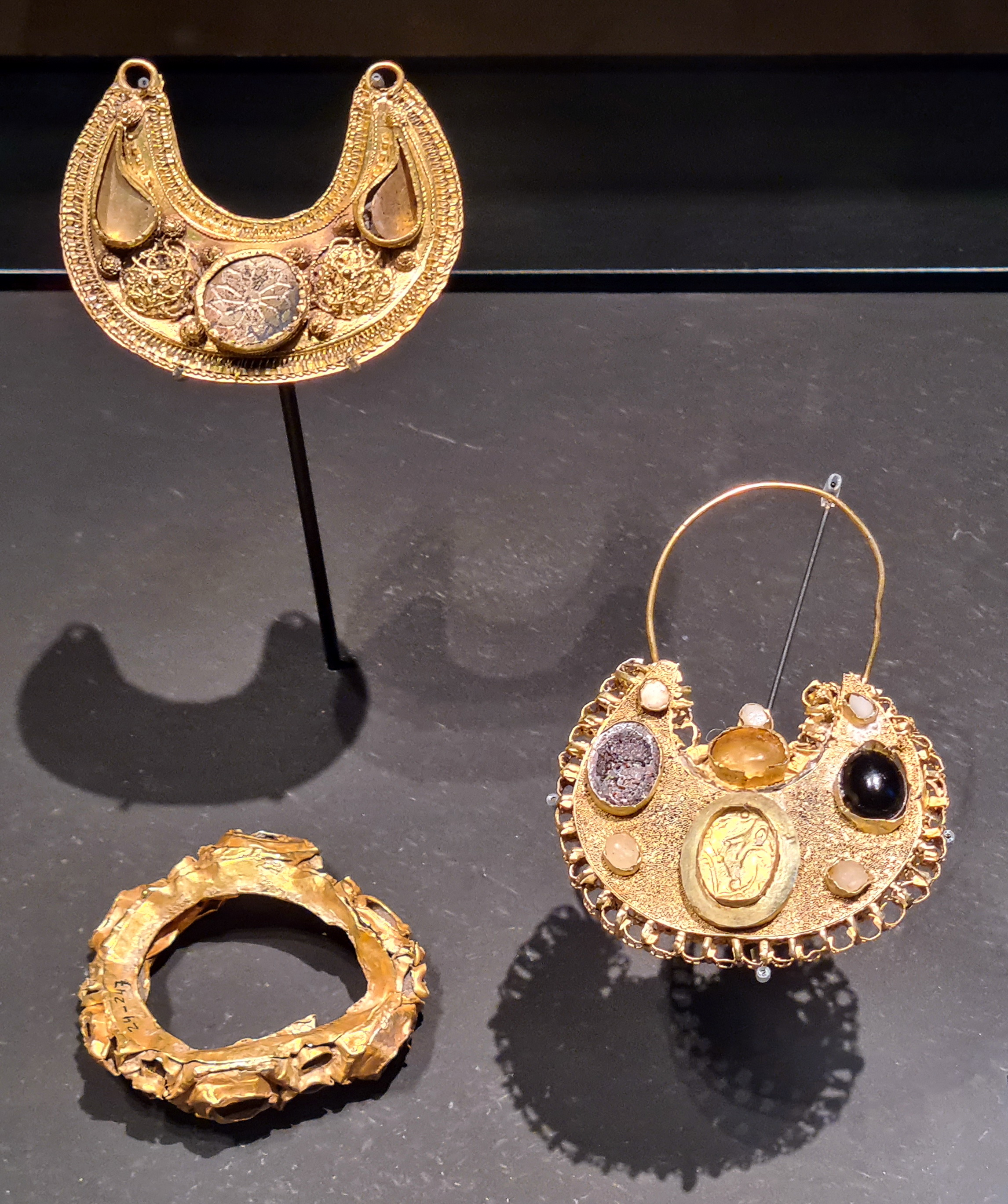
Gouden oorhangers en stafversiering (ca. 1000-1050), gevonden in Schellinkhout en het Friese Opsterland
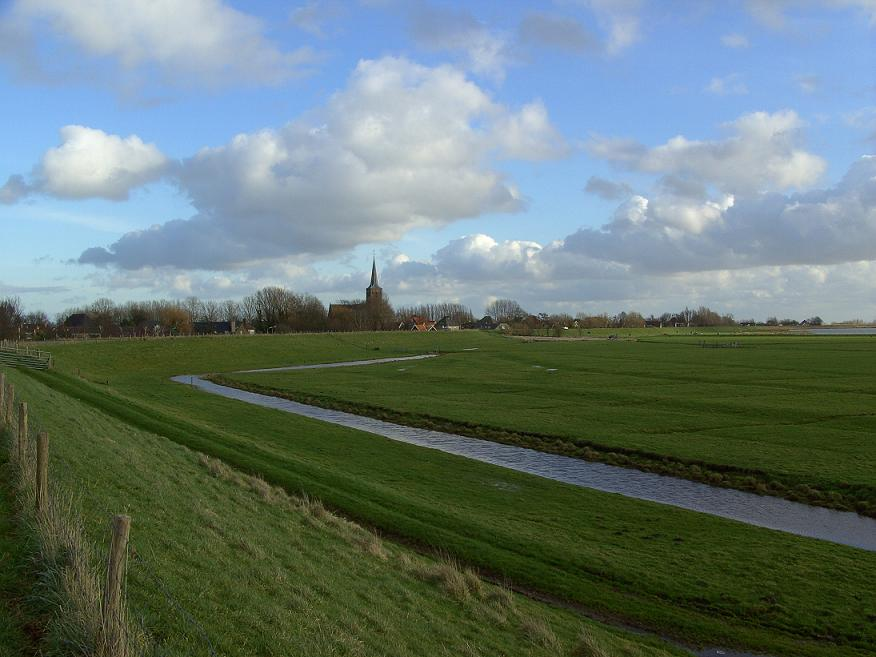
Schellinkhout vanaf de dijk
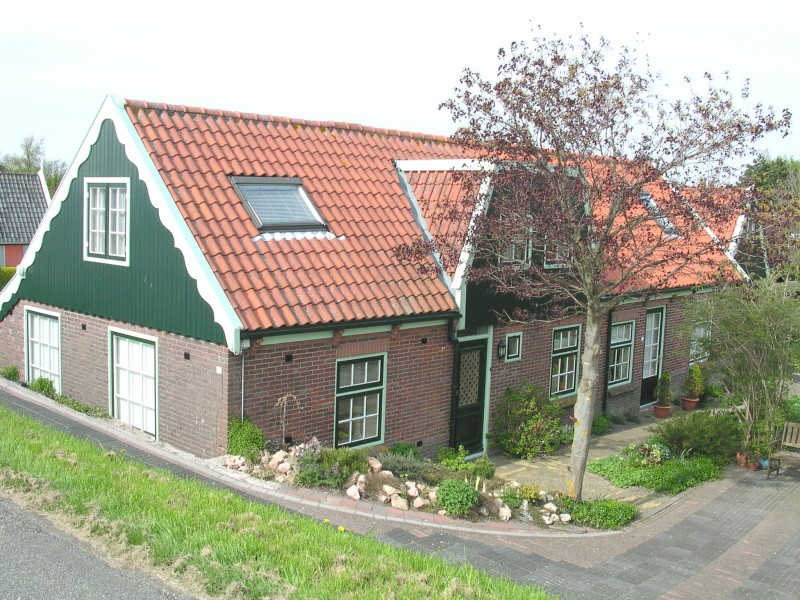
Typische West-Friese woning langs de dijk
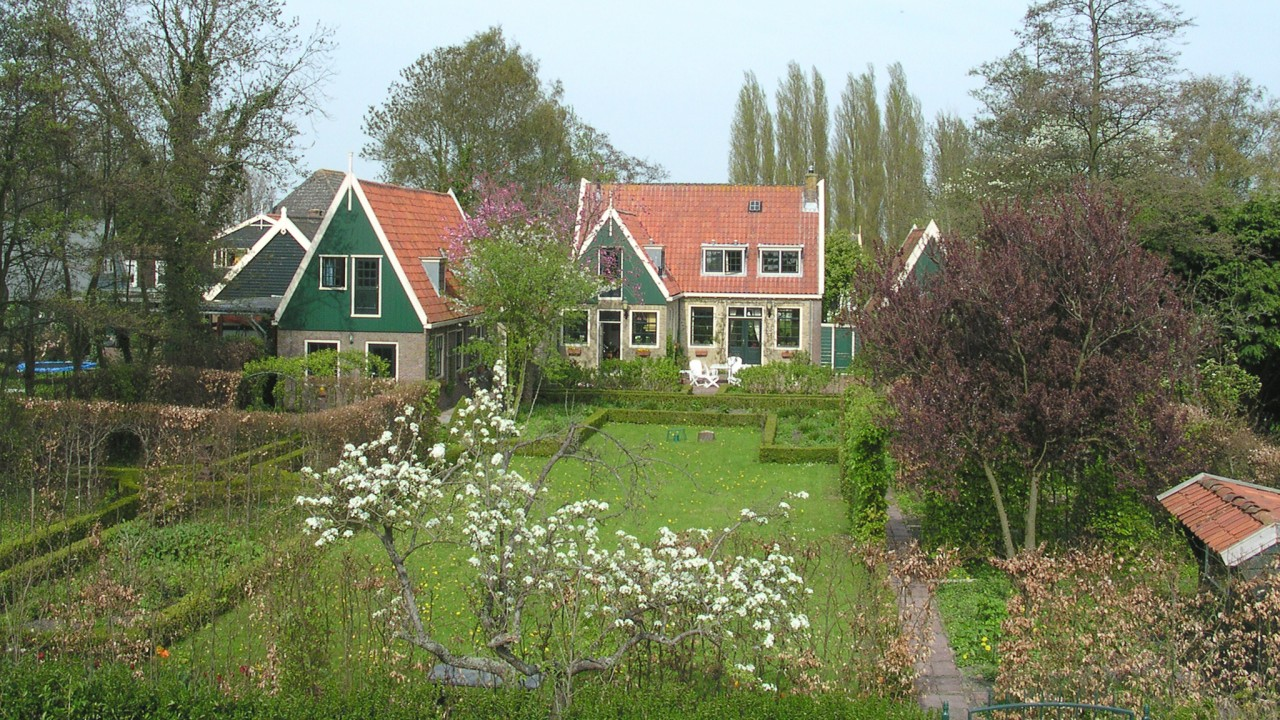
Inkijk op Schellinkhout vanaf de dijk
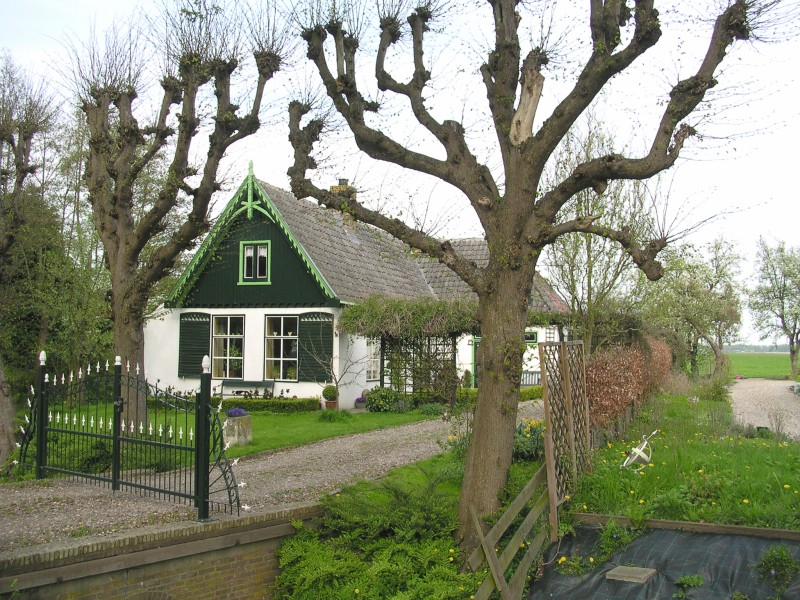
Een van de huizen net buiten de woonkern
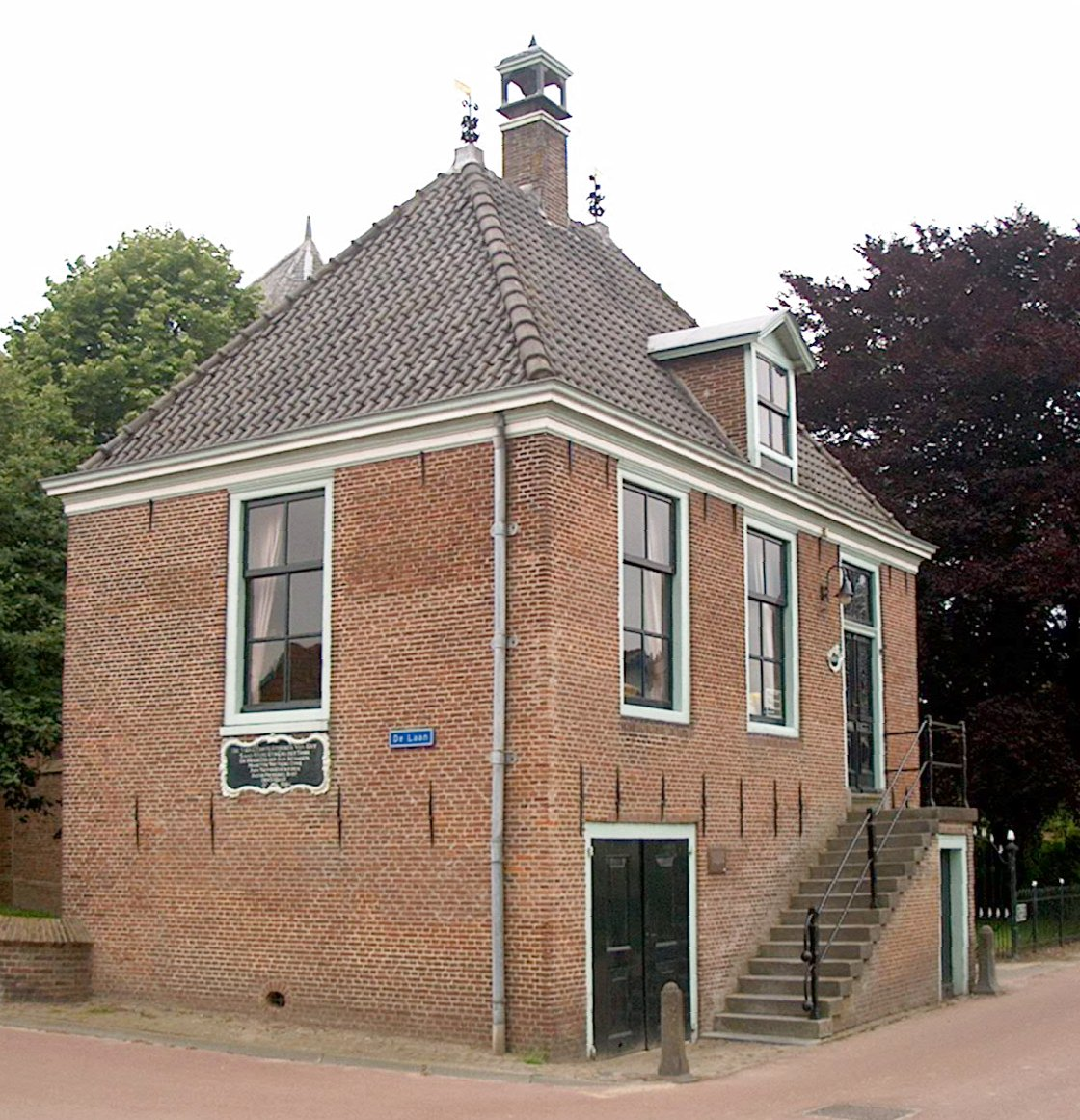
Het raadhuis
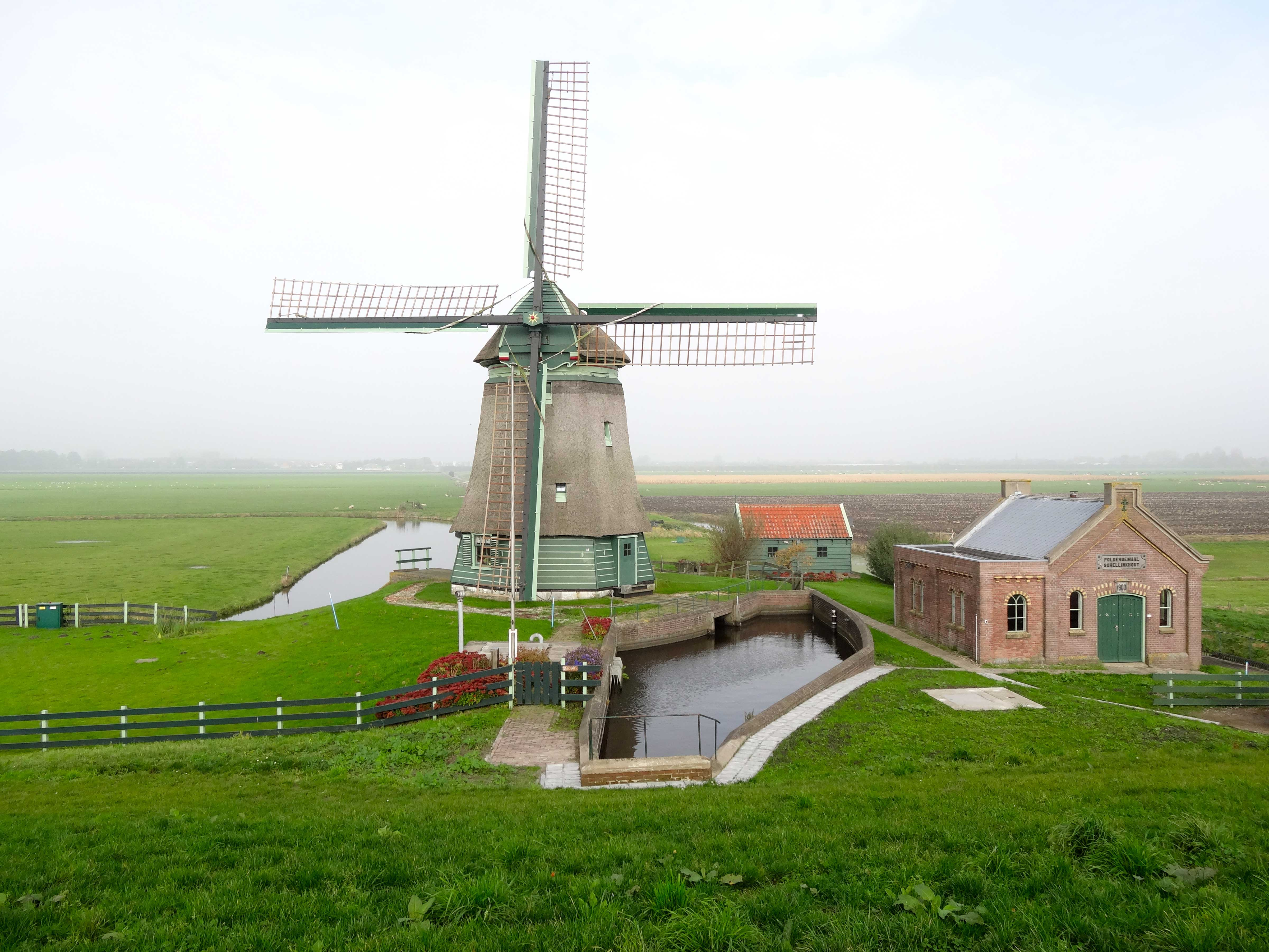
Grote Molen en gemaal Schellinkhout

## Geboren in Schellinkhout
- Jan Jacobsz. May van Schellinkhout, het eiland Jan Mayen is naar hem vernoemd.
- Wil Besseling (1985), professioneel golfer
- Maarten Pieterzn (1595), 1e schipper van het schip de ‘Halve Maen’. Het schip waarmee Hudson het eiland Mannahattas ontdekte.